# Pleurogorgia militaris
Pleurogorgia militaris is een zachte koraalsoort uit de familie Chrysogorgiidae. De koraalsoort komt uit het geslacht Pleurogorgia. Pleurogorgia militaris werd in 1908 voor het eerst wetenschappelijk beschreven door Nutting.